# Two Cops
Série
Two Cops 2
(1996)
Pour plus de détails, voir Fiche technique et Distribution.
Two Cops (투캅스) est un film sud-coréen réalisé par Kang Woo-seok, sorti en 1993.

## Synopsis
Un vétéran de la police, Cho, doit enquêter avec une nouvelle recrue, Kang.

## Fiche technique
- Titre : Two Cops
- Titre original : 투캅스
- Réalisation : Kang Woo-seok
- Scénario : Kim Sung-hong
- Musique : Choi Kyung-shik
- Photographie : Jeong Kwang-seok
- Montage : Kim Hyeon
- Production : Kang Woo-seok
- Société de production : CJ Entertainment et Kang Woo-seok Productions
- Pays :  Corée du Sud
- Genre : Comédie policière et action
- Durée : 110 minutes
- Dates de sortie : 
  - Corée du Sud : 13 décembre 1993

## Distribution
- Park Joong-hoon : le détective Kang
- Ahn Sung-ki : le détective Cho
- Ji Su-Won : Soo-won
- Kim Hye-ok : la femme du détective Cho
- Kim Bo-sung : le détective Lee Hyung-goo
- Kang Seong-jin : le pickpocket
- Kim Soo-ro : l'officier de police
- Hong Yun-jeong : la femme de l'hôtel particulier

## Distinctions
Le film a été nommé pour le Blue Dragon Film Award du meilleur film.